# Martjan Lammertink
Jeroen Martjan Lammertink (* 22. Mai 1971 in Amsterdam) ist ein niederländischer Ornithologe. Sein Forschungsschwerpunkt sind die Spechte (Picidae).

## Leben
Lammertink wuchs in der Nähe eines Küstenwald-Naturschutzgebiets in Castricum nördlich von Amsterdam auf. Seit seinem elften Lebensjahr ein leidenschaftlicher Vogelbeobachter, studierte er während seiner Gymnasialjahre eine kleine Population von beringten Schwarzspechten. Nach Berichten über Sichtungen des Kubanischen Elfenbeinspechts (Campephilus principalis bairdii) in den Jahren 1986 und 1987 reiste Lammertink in den Jahren 1991 und 1993 nach Kuba. Seine Suchen nach dem Kubanischen Elfenbeinspecht in den Regionen Ojito de Agua und Nuevo Mundo verliefen jedoch erfolglos.
Von 1991 bis 1996 studierte Lammertink an der Universität von Amsterdam. Für seine Master-Arbeit betrieb er 1994 und 1995 Feldstudien über die endemische Avifauna in den von Kiefern und Eichen dominierten Primärwäldern der Sierra Madre Occidental im nördlichen Mexiko. Zwischen 1997 und 2001 erforschte Lammertink Spechte in den tropischen Sümpfen, Mangroven und Tieflandwäldern Indonesiens. Vor allem auf die Gemeinschaftsökologie und die Auswirkungen der Entwaldung auf die südostasiatischen Spechte legte er sein Hauptaugenmerk. Während dieser Zeit lernte er in West-Kalimantan die Biologin Utami Setiorini kennen, die er 2001 heiratete. Seit 2004 ist Lammertink Mitarbeiter in der Abteilung für Naturschutz der Cornell Laboratory of Ornithology in Ithaca, New York. 2005 war Lammertink Co-Autor eines vielbeachtenden Artikels im Fachjournal Science, in dem die Wiederentdeckung des Elfenbeinspechts (Campephilus principalis) in Arkansas angekündigt wurde. Nach einem Forschungsaufenthalt in Myanmar im Jahr 2006 wurde er 2007 mit der Dissertation Community ecology and logging responses of Southeast Asian woodpeckers (Picidae, Aves) zum Ph.D. promoviert.
1995 entdeckte Lammertink in der Handschriftensammlung der Carl A. Kroch Library der Cornell University Briefe von William L. Rhein (1910–1999) und Frederick H. Hilton aus dem Jahr 1962, die an den Ornithologen James Taylor Tanner (1914–1991) gerichtet waren und in denen die Existenz von Filmaufnahmen über den Kaiserspecht (Campephilus imperialis) erwähnt wird, die Rhein 1956 während einer Expedition in Durango gedreht hatte. Im November 1997 erhielt Lammertink die Möglichkeit, Rhein in seinem Wohnsitz in Mechanicsburg, Pennsylvania zu besuchen und den Film zu sichten. 2010 folgten Lammertink und Tim Gallagher Rheins Route in der Sierra Madre Occidental, ohne jedoch den Kaiserspecht wiederzuentdecken.
Anfang 2016 unternahmen Lammertink und Gallagher eine fehlgeschlagene Suchexpedition nach dem Kubanischen Elfenbeinspecht.